# Abel Xavier
Abel Luís da Silva Costa Xavier (IPA: [ɐ'bɛɫ ʃɐvi'ɛɾ]) (Nampula, Mozambik, 1972. november 30. –) portugál labdarúgó, edző. Legutóbb a Los Angeles Galaxy, és egykor a portugál válogatott játékosa volt.

## Pályafutása
Abel Xavier középhátvéd és tagja volt az U–17-es portugál labdarúgó-válogatottnak, amely részt vett a Skóciában megrendezett világbajnokságon.
Xavier a portugál első osztályban, az Estrela da Amadora csapatában mutatkozott be. Játékjogát megvásárolta a Lisszaboni óriás az SL Benfica. Segítségével a Benfica 1994-ben megnyerte a bajnoki címet, majd a szezon vége után átszerződött a Seria A egyik csapatába, az AS Bariba. Ez idő alatt az olasz klub sorozatos átigazolásokat folytatott egész Európában: 1996-ban Xaviert kölcsönbe adták a Real Oviedónak, két szezon múltán, pedig a PSV Eindhovennek majd a Premier Leagueben szereplő Evertonnak, ahol három évig maradt. Xaviert azután eladták a Merseysidei rivális csapatnak, a Liverpoolnak, ahol két évig maradt, majd egyéves időtartamokra más bajnokságokban szerepelt, a Galatasarayban (2002–2003), a Hannover 96-ban (2003–2004) és végül az AS Romában (2004–2005).
A válogatottban, Xavier az 1996-os Európa-bajnokságot kihagyta, de a 2000-es Európa-bajnokságra újult erővel tért vissza, és a versenysorozat egyik kulcsfigurájává vált: nemcsak játékának köszönhetően tűnt ki a labdarúgás legjobbjai közül, hanem a szembetűnő szőkített haja és szakálla miatt. Az elődöntőben közel volt ahhoz, hogy hőssé váljon, de Fabien Barthez kivédte fejesét, amely már biztos gólnak látszott, majd a 117. percben egy Francia támadás során a kapufa mellett állva Sylvain Wiltord lövését kézzel térítette el a kapu elől szögletre, a hosszabbításban. A partjelző jelzett a játékvezetőnek így aranygólt érő büntetőhöz jutott Franciaország.
Zinédine Zidane belőtte a büntetőt és ezzel Franciaországot a döntőbe juttatta. A 2002-es világbajnokságon is tagja volt a keretnek, de csak cserejátékosként szerepelt az utolsó csoportmérkőzésen a Dél–korea elleni mérkőzésen.
A 2005/2006-os szezon kezdetekor Xavier klub nélkül volt de augusztus végén aláírt a Middlesbroughoz a holland Michael Reizigert helyettesítve, akit eladtak a PSV Eindhovennek. Ezt követően a Skoda Xanthi elleni UEFA-kupa mérkőzésen, Xaviernek dopping vizsgálaton kellett résztvennie de a teszten megbukott. 2005. november 23-án bűnösnek találták teljesítménynövelő szerek használata miatt. Habár mindig tagadta tettét, a döntőbizottság eltiltotta a profi labdarúgástól 18 hónapos időtartamra. Xavier fellebbezett az ítélet ellen és december 21-én az UEFA enyhített kérésére. Az eltiltást 12 hónapra rövidítették meg 2006 júniusára, így már 2006 novemberében újra játszhatott.
2006 nyarán, Xavier elkezdte az edzéseket a Middlesbroughval és 2006. november 8-án, szerződést ajánlott a klub a 2006/2007-es szezonra.
2007. május 14-én, bejelentették, hogy csatlakozik az MLS egyik csapatához, a Los Angeles Galaxyhoz. 2007. június 17-én játszott először a Galaxyban mérkőzést a Real Salt Lake ellen, egy gólpasszt jegyzett.
Xavier 2008. július 18–án lemondott a Los Angeles Galaxytól. Később egy interjúban egy online futball oldalon, a Galaxy edzője Ruud Gullit és az MLS bírálta Xavier ténykedését.

## Sikerei, díjai
- 1993–94 Portugál bajnok (SL Benfica)
- 1998–99 Holland Szuperkupa – győztes (PSV Eindhoven)
- 2001–02 FA Premier League – második hely (Liverpool FC)
- 2002–03 FA Community Shield – döntős (Liverpool FC)
- 2002–03 Turkcell Süper Lig – második hely (Galatasaray SK)

## Érdekességek
- Ismert volt különleges hajviseleteiről
- Sokat utazott, játszott portugál, olasz, spanyol, holland, angol, török, német és Egyesült Államokbeli csapatban is.
- Habár sok labdarúgó játszott mindkét klubban, az Evertonban és a Liverpoolban is, az nagyon ritka, hogy a játékos közvetlen az egyik csapatból a másikba igazol. Ez részben köszönhető (még a barátságos mérkőzéseken is) a két klub szurkolóinak erős rivalizálása miatt. Xavier három év alatt soha nem lőtt gólt a Merseyside "kék felén", ám a Vörösöknél már első mérkőzésén betalált az Ipswich Town ellen.